# CZ 38

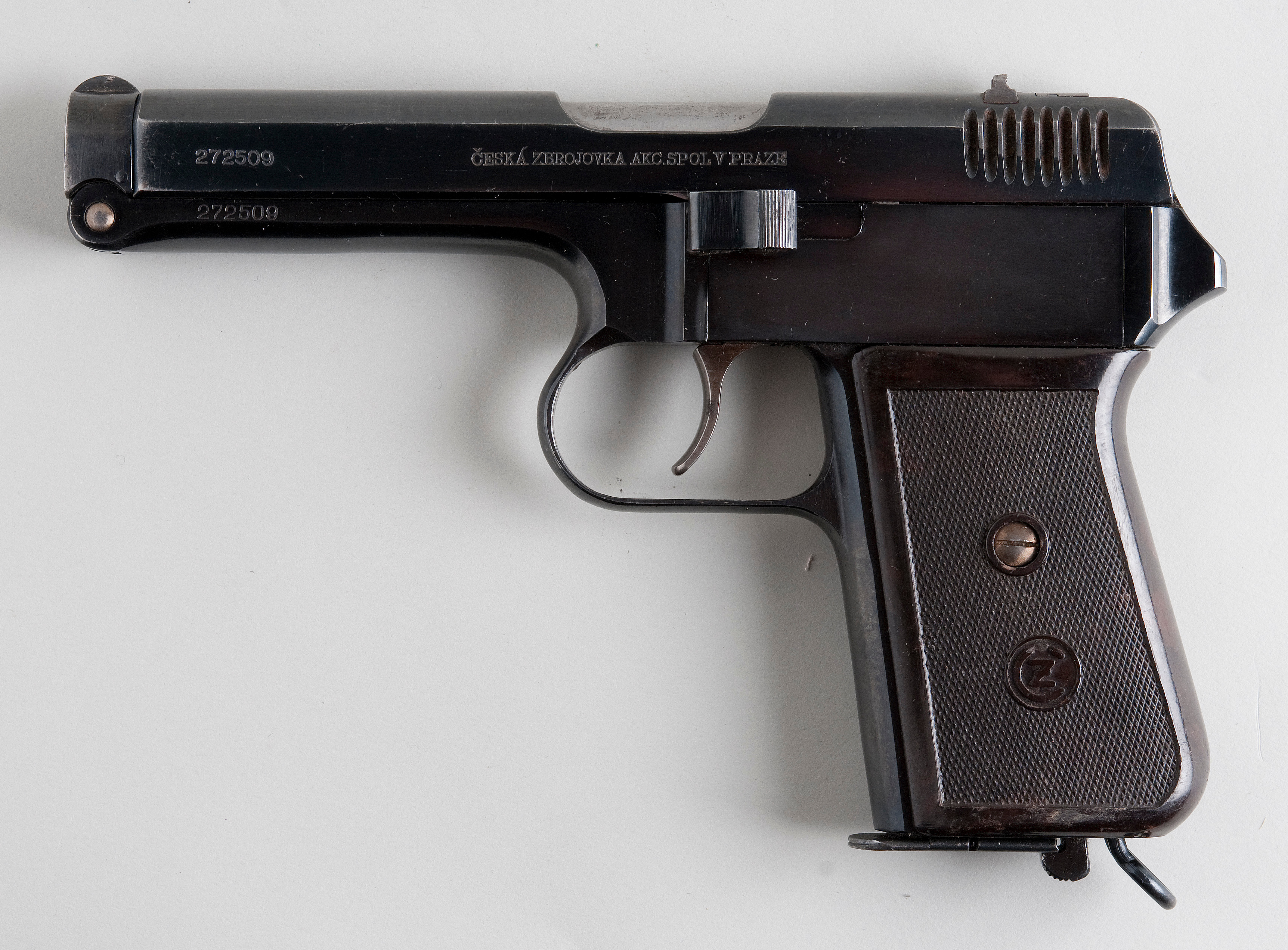

Le CZ 38 est l'un des rares pistolets militaires fonctionnant en double action seulement de la Seconde Guerre mondiale. Les 41000 armes initialement commandées par l'Armée de l'air tchécoslovaque furent effectivement livrées à l'occupant allemand. Quelques armes furent fournies à la Bulgarie et à la Finlande (modèles pourvus d'une sécurité manuelle absente de l'original). Équipé d'un canon fixé en permanence à la carcasse, ce PA souffrait d'un encombrement important pour son calibre. Après la guerre, il en fut dérivé un prototype en 9mm Parabellum, concurrent malheureux du CZ 52.

## Fiche d'identification
- Inventeur :
- Fabricant :
- Autre noms : P39 (t)
- Munition 	9 mm court
- Cadence de tir 	20 coups/min
- Capacité du chargeur :	8 cartouches
- Portée 	50 m
- Masse 	0,909 kg
- Longueur  : environ 200 mm
- Longueur du canon :	119 mm